# Evolució molecular
L'evolució molecular es refereix als canvis en la seqüència de nucleòtids de l'ADN que ocorren durant la història de les espècies diferenciant-les dels seus ancestres. Com a disciplines, el camp de l'evolució molecular s'encarrega de l'evolució de gens i de proteïnes, preguntant-se per la taxa de mutació (veure rellotge molecular) i els mecanismes que regeixen l'evolució molecular. Una de les teories més destacades en aquest cap és la teoria neutralista de l'evolució molecular.

## Biòlegs destacats en el camp de l'evolució molecular
- Emile Zuckerkandl
- Walter Fitch
- Emanuel Margoliash
- Motoo Kimura — Teoria neutralista
- Masatoshi Nei — Evolució adaptativa
- Walter M. Fitch — Reconstrucció filogenètica
- Walter Gilbert — Món de l'ARN
- Joe Felsenstein — Mètodes filogenètics
- Susumu Ohno — Duplicació genètica
- John H. Gillespie — Matemàtiques de l'adaptació